# Lista över flygbolag i Azerbajdzjan
Detta är en lista över flygbolag i Azerbajdzjan som är i service.

## Reguljär
| Flygbolag           | IATA | ICAO | Bild | Callsign | Flyghubb                                 | Noter                |
| ------------------- | ---- | ---- | ---- | -------- | ---------------------------------------- | -------------------- |
| Azerbaijan Airlines | J2   | AHY  |      | AZAL     | Heydər Əliyevs internationella flygplats | Nationellt flygbolag |
| Buta Airways        | J2   | AHY  |      |          | Heydər Əliyevs internationella flygplats |                      |

## Charter
| Flygbolag            | IATA | ICAO | Bild | Callsign   | Flyghubb                                 | Noter |
| -------------------- | ---- | ---- | ---- | ---------- | ---------------------------------------- | ----- |
| SW Business Aviation |      | ESW  |      | W-BUSINESS | Heydər Əliyevs internationella flygplats |       |

## Frakt
| Flygbolag         | IATA | ICAO | Bild | Callsign      | Flyghubb                                 | Noter |
| ----------------- | ---- | ---- | ---- | ------------- | ---------------------------------------- | ----- |
| Azal Avia Cargo   |      | AHC  |      | AZALAVIACARGO | Heydər Əliyevs internationella flygplats |       |
| Silk Way Airlines | ZP   | AZQ  |      | SILK LINE     | Heydər Əliyevs internationella flygplats |       |